# Степун, Фёдор Августович
Фёдор А́вгустович Степу́н (Степпу́н, Friedrich Step(p)u(h)n, Николай Луганов, Н. Лугин, Н. Переслегин) (18 февраля 1884, Москва — 23 февраля 1965, Мюнхен) — русско-немецкий философ, близкий Баденской школе неокантианства, социолог, историк, литературный критик, общественно-политический деятель, писатель.

## Биография
Из потомственных почетных граждан. Отец Август Степун (Steppuhn) — выходец из Восточной Пруссии. Мать — Мария Федоровна, урожд. Аргеландер (1861—1941) — дочь состоятельного московского предпринимателя немецко-французского и шведско-финского происхождения. Дед по матери сыграл в жизни внука, по его собственным словам, весьма значительную роль. Крещён в немецкой реформатской церкви в Трехсвятительском переулке.
В семье кроме Федора было пятеро детей.  
Братья: 
- Оскар (1885—1964), химик, бактериолог, доктор медицины, профессор.  Автор учебника «Основы эндокринологии». В августе 1930 года О.Степун, который на тот момет был научным директором Научно-исследовательского химико-фармацевтического института (НИХФИ), был арестован. В конце октября 1930 года он был выпущен на свободу, после чего стал работать в НИИ функциональной диагностики и экспериментальной терапии [2]. Впоследствии был арестован, срок заключения отбывал в Ухто-Печорском ИТЛ. После реабилитации уехал на Кавказ, работал в городе Боржоми[3].
- Владимир (1898—1974), актер, ученик К. С. Станиславского. В 1940-е гг. приговорен как «социально-опасный элемент» к бессрочной ссылке в Сибирь. В поселке Большая Мурта Красноярского края создал театр, ставший культурным центром. Вернулся в Москву в 1954 году, добился реабилитации. Его жена — Юлия Львовна Тарасевич (1893—1966), дочь Л. Тарасевича.[4][5]

Сестры:  Маргарита (Марга) (1895–1972), оперная певица (контральто). После смерти жены Ф.Степуна Натальи переехала вместе с Г. Кузнецовой в Мюнхен к брату, где ухаживала за ним все его последние годы; Мария (в замуж. Попова);  Наталья.
Детство провёл в имении родителей в Кондрово Калужской губернии, где отец занимал пост директора писчебумажной фабрики. В 1895 году по воле матери был крещён в православную веру в кондровском храме Спаса Нерукотворного.
По настоянию отца поступил в реальное училище св. Михаила в Москве («Реальное училище при евангелическо–лютеранской церкви св.Михаила в Москве»), где окончил полный курс. Воинскую повинность отбывал в 5-м мортирном артиллерийском полку, 30 октября 1903 года был произведён в прапорщики запаса полевой пешей артиллерии по Бронницкому уезду.
В 1902 году отправляется по совету приват-доцента Московского университета Б. П. Вышеславцева изучать философию в Гейдельбергский университет (до 1907). В 1910 году защитил докторскую диссертацию на тему «Философия Владимира Соловьёва». Издавал философский журнал «Логос».
С началом Первой мировой войны был призван в 12-ю Сибирскую стрелковую артиллерийскую бригаду, за боевые отличия награждён четырьмя орденами. 20 сентября 1915 года произведён в подпоручики главнокомандующим армиями Западного фронта (производство утверждено Высочайшим приказом от 21 февраля 1916). Эвакуирован после тяжелого ранения 21 ноября 1915 года, долго лечился сначала в госпитале в Риге, потом в Пскове, а затем девять месяцев в «Евангелическом полевом лазарете» в Москве, который возглавлял профессор Александр Николаевич Гагман. Благодаря мастерству врачей «Евангелического лазарета» после многочисленных операций изувеченную ногу Степуна удалось спасти, и он не остался инвалидом. 
В начале ноября 1916 года Ф.А.Степун вернулся на Галицийский фронт. Он уже тогда слабо верил в удачный для России исход войны: «Иной раз, внутренне созерцая Россию и всю накопившуюся в ней ложь, я решительно не представляю себе, как мы доведем войну не до победного, конечно, но хотя бы до не стыдного, приличного мира» (Ф.А.Степун, «Бывшее и несбывшееся», СПб, 2000. — С.244).  
Военный опыт нашёл отражение в книге «Записки прапорщика-артиллериста». В политическом плане был близок к эсерам и после Февральской революции стал депутатом Всероссийского Совета рабочих, крестьянских и солдатских депутатов. После февраля 1917 года занимал пост начальника политического управления Военного министерства во Временном правительстве, будучи близким сотрудником Б.В.Савинкова.
В 1919—1920 литературный руководитель и режиссёр Показательного театра в Москве.
В ноябре 1922 года был выслан советской властью за границу. Сначала жил в Берлине, где преподавал в Русском научном институте до его закрытия в 1925 году.
В 1926 году получил место профессора социологии в Дрезденском техническом университете. В 1937 году отправлен на пенсию и лишён права на публикации. До конца войны писал воспоминания о жизни в России.
С 1931 г. один из редакторов журнала «Новый град» (Париж, 1931—1939).
После того, как Дрезден был разрушен бомбардировкой, перебрался под Мюнхен. В 1947—1959 годы возглавлял созданную специально для него кафедру истории русской культуры в Мюнхенском университете. Лекции Степуна пользовались у студентов большой популярностью. Активно работал до конца жизни. Писал также и на немецком языке.

## Семья
1-й брак (с 1906 г.) — Анна Александровна, урожд. Серебренникова (?–1908). Училась в  Гейдельбергском университете на естественном факультете.  Трагически погибла — утонула, пытаясь спасти купавшегося в Немане и попавшего в стремнину своего младшего брата.
2-й брак (с 1911 г.) — Наталья Николаевна, урожд. Никольская; (1886–1961).

## Награды
- Орден Святой Анны 4-й ст. с надписью «за храбрость» (ВП 18.11.1915)
- Орден Святого Станислава 3-й ст. с мечами и бантом (ВП 1.05.1916)
- Орден Святой Анны 3-й ст. с мечами и бантом (ВП 24.08.1916)
- Орден Святого Станислава 2-й ст. с мечами (ПАФ 10.04.1917)

## Сочинения
- «Из писем прапорщика артиллериста», 1917, 2-е изд., Прага, 1926
- «Бывшее и несбывшееся», New York, 1956, 2-3 изд. — London, 1990
- «Основные проблемы театра». Берлин: Слово, 1923. — 128 с.
- «Николай Переслегин». Париж: Современные записки, 1929. — 420 с. (роман)
- Задачи эмиграции. // Новый Град. — 1932. — № 2. — С. 15-27
- О некоторых культурно-философских и общественно-политических исканниях: в современной Германии. // Новый Град. — 1932. — № 2. — С. 74-80
- Религиозный социализм и христианство. // Путь. — 1931. — № 29. — С. 20-48
- Путь творческой революции. // Новый Град. — 1931. — № 1. — С. 8-20
- О человеке «Нового Града». // Новый Град. — 1932. — № 3. — С. 6-20
- «Третья Россия». // Новый Град. — 1932. — № 3. — С. 80-83
- Ещё о человеке «Нового Града». // Новый Град. — 1932. — № 4. — С. 63-72
- Ответ И. В. Гессену // Новый Град. — 1932. — 54. — С. 86-93
- Любовь по Марксу.// Новый Град. — 1933. — № 6. — С. 12-23
- Идея России и формы её раскрытия.// Новый Град. — 1934. — № 8. — С. 15-27
- Пореволюционное сознание и задача эмигрантской литературы. // Новый Град. — 1935. — № 10. — С. 12-28
- Чаемая Россия. // Новый Град. — 1936. — № 11. — С. 11-40
- О свободе. // Новый Град. — 1938. — № 13. — С. 11-45
- Лев Закутин. «О чувстве и чувственности». // Новый Град. — 1938. — № 13. — С. 186—188
- «Встречи: Достоевский — Л.Толстой — Бунин — Зайцев — В.Иванов — Белый — Леонов». Мюнхен: Товарищество зарубежных писателей, 1962. 202с.
- Освальд Шпенглер и Закат Европы — М.: 1922
- Жизнь и Творчество — М.: 1913

на немецком языке:
- Wladimir Ssolowjew. Inaugural-Dissertation zur Erlangung der Doktorwürde der Philosophischen Fakultät der Universität Heidelberg. — Leipzig: Eckardt, 1910. — VI, 132 S.
- Der Bolschewismus und die christliche Existenz, München, 1959
- Dostoewskij und Tolstoj. Christentum und soziale Revolution, München, 1961
- Mystische Weltschau, München, 1964
- Публиковался в журналах: «Логос», «Северные записки», «Труды и дни», «Современные записки», «Новый град», «Der russische Gedanke» и др.

### Издания
- 1990  -  Степун Федор, Бывшее и несбывшееся, Издание 2 (1-2), Overseas Publications Interchange Ltd, London, - 430 с.
- 1991 — Степун Ф. А. Мысли о России[8] // Новый мир, 1991, № 6. — С. 201—239.
- 1998 — Степун Ф. А. Встречи. / Автор предисловия Стахорский С. В. — М.: Аграф, 1998. — 256 с.
- 2000 — Степун Ф. А. Бывшее и несбывшееся / Послесл. Р. Гергеля. Изд-е 2-е, испр. — СПб.: Алетейя, 2000. — 651 с.
- 2000 — Степун Ф. А. (Лугин Н.). Из писем прапорщика-артиллериста. — Томск: Издательство «Водолей», 2000. — 192 с.
- 2000 — Степун Ф. А. Сочинения / Сост., вступ. ст., примеч. и библ. В. К. Кантора. — М.: Российская политическая энциклопедия (РОССПЭН), 2000. — 1000 с. — («Из истории отечественной философской мысли»).
- 2009 — Степун Ф. А. Жизнь и творчество. Избранные сочинения / Вступ. статья, вступление и комментарии В. К. Кантора. — М.: Астрель, 2009. 807с.
- 2012 — Фёдор Августович Степун / под ред. В. К. Кантора (составление, вступительная статья, общая редакция тома). — М.: РОССПЭН, 2012. — 399 с. (Серия: Философия России первой половины XX в.). 25,5 п.л.
- 2013 — Фёдор Степун. Письма. Составление, археографическая работа, комментарии, вступительные статьи к тому и всем разделам В. К. Кантора. (Серия «Российские Пропилеи») — М.: РОССПЭН, 2013. — 683 c.

## Диссертации о Степуне
- Гергилов Р. Е. Социология Фёдора Степуна. СПб., 1998.
- Боброва И. А. Война как социальный феномен в русской религиозной философии начала XX века. Чита, 2007.
- Елькин А. В. Философия культуры Ф. А. Степуна и Г. П. Федотова. Новоградство. М., 2005.
- Кантемирова Е. Н. Проект «духоверческой» культуры и христианской общественности в философии Ф. А. Степуна. Хабаровск, 2003.
- Квон Ки Бэ. Романы Ф. А. Степуна: Философия. Поэтика. М.: РГБ, 2003.
- Пашкина Е. Г. Журнал «Новый град» в идейно-политической жизни русской эмиграции. М., 2008.